# 遠藤明子
遠藤 明子（えんどう あきこ、1980年1月4日 - ）は、日本の女性タレントである。
東京都出身。八王子学園八王子高等学校卒業。

## 来歴・人物
1999年（平成11年）10月から翌年9月まで、「ワンギャル」（3期生）のひとりとして、テレビのバラエティー番組 『ワンダフル』（TBS）にレギュラー出演した。その後は芸能活動を休止していたが、2010年春よりワイエムエヌに移籍し活動再開。2019年6月ごろに事務所を退社し、休業している。
ワンギャル時代の同僚だった林敬子や小宮理英とは今でも仲良しである。
姉が1人いる。
アメーバブログは現在、アメンバー限定記事となり閲覧できない。

## リリース作品
- 写真集「SHINING」（コンパス・2000年6月発売）